# Sandflugtsmonumentet ved Tisvilde
Sandflugtsmonumentet ved Tisvilde er et monument  til minde om bedriften om at få sandflugten tæmmet. Det store sandflugtsmonument står på en bakketop for enden af Alléen i Tibirke ved Tisvilde, og blev rejst i 1738 på et af de sidste store sandbjerge i plantagen. Det er udført  af Elias David Häusser og Didrick Gercken.  Det er tresidet, opført i sandsten og lidt over seks meter højt. Monumentet har inskriptioner på henholdsvis dansk, tysk og latin, herover Frederik 4.s og Christian 6.s monogrammer, kongevåben og Christian 6.s valgsprog ”DEO ET POPULO” (for Gud og folket). Monumentet afsluttes øverst af kongekrone og rigsæble. Formsproget er udpræget barok, med konkave og konvekse former, volutter, akantusblade, muslingeskaller og kraftigt profilerede gesimser. Det blev fredet i 1918.
Monumentet bærer forskellige tekster og digte på dansk, tysk og latin og nævner de involverede konger og betydende embedsmænd for deres fortjenester i kampen mod sandflugten.
Her er årligt et såkaldt ”Kildemarked” samt andre folkelige aktiviteter.

## Baggrund
I midten af 1700-tallet udgjorde sandflugtsområderne omkring 3 pct. af landets samlede areal. Det var først og fremmest i Midt- og Vestjylland at sandet føg rundt, men det var i Nordsjælland, at man først satte sig til modværge for at få dæmpet den altødelæggende sandflugt.
Netop ved Tisvilde fandtes endnu sidst i 1500-tallet en forholdsvis stor landsby, Torup, som i løbet af de følgende 75 år måtte opgives på grund af sandflugten. Bønderne fik hjælp til at holde risgærdene ud mod klitterne i orden, og fik i øvrigt nedslag i skatterne. Andet skete der ikke.
I begyndelsen af 1720'erne blev Johan Røhl ansat til at dæmpe flugten. Indforskrevne hovbønder udsåede ”sandhavre” (marehalm og hjælme), og beklædte sandbunkerne med græstørv. Og i løbet af knapt 15 år kunne projektet anses som udført. Man havde fået bugt med sandet, ikke mindst i det 18 km² store Tisvilde Hegn, der stort set også er plantet i sand.